# Дискографія Рікардо Архони
Гватемальський музикант Рікардо Архона випустив 15 студійних альбомів, шістнадцять збірок, два концертні альбоми, сорок п'ять синглів і два промо-сингли. Чотири його альбоми досягли першого місця в чарті Billboard Top Latin Albums, тоді як чотири його сингли потрапили на вершину чарту Billboard Latin Songs. Упродовж усієї своєї кар'єри Архона продав близько 20 мільйонів копій альбомів по всьому світі, що робить його одним з найуспішніших співаків в історії латиноамериканської музики. Свій дебютний альбом Déjame Decir Que Te Amo Архона випустив 1985 року. Однак, переживання під час запису та комерційний провал альбому привели артиста до рішення відмовитися від музичної індустрії. Попри це рішення, Архона повернувся і 1988 року випустив Jesús, Verbo No Sustantivo. 1991 року співак підписав контракт з Sony Music Entertainment і випустив свій третій студійний альбом, Del Otro Lado del Sol.
Його реліз від 1992 року Animal Nocturno здобув міжнародний успіху й породив сингли "Mujeres" і "Primera Vez". Альбом Historias був комерційно успішним; продано два мільйони копій та здобуто двадцять сім платинових і два діамантові сертифікати. Альбом містив хіти "Te Conozco" і "Señora De Las Cuatro Decadas". За словами музиканта, Animal Nocturno і Historias це найпродаваніші альбоми в його кар'єрі. Альбоми Si El Norte Fuera El Sur і Sin Daños a Terceros вийшли відповідно в 1996 і 1998 роках. У грудні 1998 року Архона записав свій перший концертний альбом Vivo. Його запис відбувся на іподромі в місті Гватемала в присутності понад 100 000 осіб. Альбом вийшов згодом, у 1999 році. Пісня "Desnuda" вийшла як сингл і стала першою його композицією, яка досягнула вершини чарту Hot Latin Songs.
Восьмий альбом Архони Galería Caribe вийшов 2000 року і досяг першої сходинки у чартах Billboard Top Latin Albums і Latin Pop Albums. Він містив хіт-сингл "Cuándo", який очолив чарт Billboard Hot Latin Tracks. Альбом Santo Pecado, випущений 2002 року, став комерційно успішним і містив хіт-сингли "El Problema" – який став його третім хітом, що досяг вершини чарту Billboard Hot Latin Song, і "Minutos". 2005 року він випустив альбом Adentro, який  розійшовся тиражем понад один мільйон екземплярів і містив сингли "Pingüinos En La Cama" – за участю іспанського співака Чено, "Mojado" – за участю американського гурту Intocable, який грає у стилях Tejano/Norteño, а також хіт першої десятки "Acompañame A Estar Solo".
Більшу частину своєї кар'єри лейблом Архони був Sony Music, але у вересні 2008 року він підписав довгостроковий контракт з Warner Music Latina. Потім оголосив, що 18 листопада 2008 року випустить свій одинадцятий студійний альбом, 5to Piso. Альбому передував сингл, "Como Duele", який вийшов у вересні 2008 року і досяг другого місця в чарті Billboard Hot Latin Songs, а також першої сходинки в чарті Latin Pop Songs. Альбом дебютував під номером один в чарті Billboard Top Latin Albums, ставши другим альбомом Архони на першій сходинці того хіт-параду, і розійшовся тиражем понад мільйон проданих копій по всьому світі. Після цього, 2010 року вийшов альбом Poquita Ropa, перший сингл з якого, "Пуенте",- це гімн про відносини між Кубою та Сполученими Штатами. 2011 року Архона випустив свій тринадцятий студійний альбом, Independiente, перший під власним лейблом Metamorfosis.

## Альбоми

### Студійні альбоми
| Назва                                                                        | Подробиці                                                                                  | Найвищі місця в чартах | Найвищі місця в чартах | Найвищі місця в чартах | Найвищі місця в чартах | Найвищі місця в чартах | Найвищі місця в чартах       | Найвищі місця в чартах | Сертифікації                                                                    | Продажі                                                                     |
| Назва                                                                        | Подробиці                                                                                  | АРГ [B]                | ЧИЛ [C]                | МЕК [A]                | США                    | США Heat               | США Latin - Animal Nocturno: | США Latin Pop          | Сертифікації                                                                    | Продажі                                                                     |
| ---------------------------------------------------------------------------- | ------------------------------------------------------------------------------------------ | ---------------------- | ---------------------- | ---------------------- | ---------------------- | ---------------------- | ---------------------------- | ---------------------- | ------------------------------------------------------------------------------- | --------------------------------------------------------------------------- |
| Déjame Decir Que Te Amo                                                      | - Вихід: 1985 - Лейбл: Barca Discos / Dideca - Формати: касета                             | –                      | –                      | –                      | –                      | –                      | –                            | –                      |                                                                                 |                                                                             |
| Jesús, Verbo No Sustantivo                                                   | - Вихід: 1988 - Лейбл: Sony Music Entertainment - Формати: CD, касета                      | –                      | –                      | –                      | –                      | –                      | –                            | –                      |                                                                                 |                                                                             |
| Del Otro Lado del Sol                                                        | - Вихід: 17 вересня 1991 - Лейбл: Sony Music - Формати: CD, касета                         | –                      | –                      | –                      | –                      | –                      | –                            | –                      |                                                                                 |                                                                             |
| Animal Nocturno                                                              | - Вихід: 9 лютого 1992 - Лейбл: Sony Music - Формати: CD, касета                           | 10                     | 3                      | –                      | –                      | –                      | 13                           | 11                     | - CAPIF: Платиновий - RIAA: 2× Платиновий (Latin)                               | - CHI: 75,000[O] - : 500,000[F]                                             |
| Historias                                                                    | - Вихід: 19 квітня 1994 - Лейбл: Sony Music - Формати: CD, касета                          | 1                      | 1                      | –                      | –                      | –                      | 43                           | –                      | - CAPIF: 4× Платиновий - RIAA: 4× Платиновий (Latin)                            | - ARG: 350,000[P] - CHI: 125,000[O] - : 400,000[F] - По світі: 2,000,000[G] |
| Si El Norte Fuera El Sur                                                     | - Вихід: 20 серпня 1996 - Лейбл: Sony Music - Формати: CD                                  | –                      | –                      | –                      | –                      | –                      | 21                           | 12                     | - CAPIF: 3× Платиновий - RIAA: 2× Платиновий (Latin)                            |                                                                             |
| Sin Daños a Terceros                                                         | - Вихід: 29 травня 1998 - Лейбл: Sony Music - Формати: CD                                  | –                      | –                      | –                      | –                      | 26                     | 6                            | 3                      | - CAPIF: 3× Платиновий - RIAA: 2× Платиновий (Latin)                            | - По світі: 700,000[H]                                                      |
| Galería Caribe[D]                                                            | - Вихід: 29 серпня 2000 - Лейбл: Sony Music - Формати: CD                                  | –                      | –                      | –                      | 136                    | 6                      | 1                            | 1                      | - CAPIF: Платиновий - RIAA: 2× Платиновий (Latin)                               | - : 600,000[N] - По світі: 1,000,000[Q]                                     |
| Santo Pecado[E]                                                              | - Вихід: 19 листопада 2002 - Лейбл: Sony Music - Формати: CD                               | 1                      | –                      | 1                      | –                      | 5                      | 3                            | 3                      | - CAPIF: 4× Платиновий - RIAA: 2× Платиновий (Latin)                            | - : 202,000[M]                                                              |
| Adentro                                                                      | - Вихід: грудня 6, 2005 - Лейбл: Sony Music - Формати: CD, цифрове завантаження            | 1                      | –                      | 1                      | 126                    | 46                     | 3                            | 2                      | - AMPROFON: 2× Платиновий - CAPIF: 5× Платиновий - RIAA: 2× Платиновий (Latin)  | - : 156,000[M] - По світі: 1,000,000[J]                                     |
| 5to Piso                                                                     | - Вихід: 18 листопада 2008 - Лейбл: Warner Music Group - Формати: CD, цифрове завантаження | 1                      | –                      | 1                      | 55                     | –                      | 1                            | 1                      | - AMPROFON: Платиновий + Gold - CAPIF: 3× Платиновий - RIAA: Платиновий (Latin) | - : 108,000[K] - По світі: 1,000,000[K]                                     |
| Poquita Ropa                                                                 | - Вихід: 24 серпня 2010 - Лейбл: Warner Music - Формати: CD, цифрове завантаження          | 1                      | –                      | 1                      | 43                     | –                      | 1                            | 1                      | - AMPROFON: Платиновий - CAPIF: Платиновий - RIAA: Золотий (Latin)              |                                                                             |
| Independiente                                                                | - Вихід: 4 жовтня 2011 - Лейбл: Metamorfosis - Формати: CD, цифрове завантаження           | 1                      | –                      | 1                      | 65                     | –                      | 1                            | 1                      | - AMPROFON: 2× Платиновий - CAPIF: Платиновий - RIAA: Золотий (Latin)           | - : 75,000[R] - По світі: 400,000[R]                                        |
| Viaje                                                                        | - Вихід: 29 квітня 2014 - Лейбл: Metamorfosis - Формати: CD, цифрове завантаження          | 1                      | –                      | 3                      | 35                     | –                      | 1                            | 1                      | - RIAA: Золотий (Latin)                                                         | - : 30,000[S]                                                               |
| Circo Soledad                                                                | - Вихід: 21 квітня 2017 - Лейбл: Metamorfosis - Формати: CD, цифрове завантаження          | 1                      | –                      | –                      | 146                    | –                      | 2                            | 1                      |                                                                                 |                                                                             |
| "–" означає релізи, які не виходили в цій країні, або не потрапили до чарту. |                                                                                            |                        |                        |                        |                        |                        |                              |                        |                                                                                 |                                                                             |

### Збірки
| Oro Romántico: 20 Grandes Exitos                                             | - Вихід: 20 червня 1995 - Лейбл: Rodven Records - Формати: CD, касета              | – | –  | –  | –  | – |                                                                             |                |
| Exitos a Mi Manera                                                           | - Вихід: 30 березня 1999 - Лейбл: Musical Productions Inc. - Формати: CD, касета   | – | –  | –  | –  | – |                                                                             |                |
| 17 Exitos                                                                    | - Вихід: 22 травня 2001 - Лейбл: Camajan / Envidia - Формати: CD                   | – | –  | –  | –  | – |                                                                             |                |
| Arjona Tropical (with Various Artists)                                       | - Вихід: 13 листопада 2001 - Лейбл: Sony Discos - Формати: CD, касета              | – | –  | –  | –  | – |                                                                             |                |
| Mano a Mano (with Ricardo Montaner)                                          | - Вихід: 20 листопада 2001 - Лейбл: Warner Music - Формати: CD                     | – | –  | –  | –  | – |                                                                             |                |
| Colección De Oro                                                             | - Вихід: 22 січня 2002 - Лейбл: Sony Discos - Формати: CD                          | – | –  | –  | –  | – |                                                                             |                |
| Grandes Éxitos Vol. 2                                                        | - Вихід: 27 травня 2003 - Лейбл: Barca Discos - Формати: CD                        | – | –  | –  | –  | – |                                                                             |                |
| Lo Mejor De                                                                  | - Вихід: 27 травня 2003 - Лейбл: Barca Discos - Формати: CD                        | – | –  | –  | –  | – | - CAPIF: Золотий                                                            |                |
| 12 Grandes Exitos                                                            | - Вихід: 5 серпня 2003 - Лейбл: Sony Music - Формати: CD                           | – | –  | –  | –  | – | - CAPIF: Золотий                                                            |                |
| Lados B                                                                      | - Вихід: грудня 16, 2003 - Лейбл: Sony Music - Формати: CD                         | – | 43 | –  | –  | – |                                                                             |                |
| Solo[L]                                                                      | - Вихід: 24 листопада 2004 - Лейбл: Sony Music - Формати: CD                       | – | 2  | –  | 5  | 3 | - AMPROFON: Платиновий - CAPIF: Золотий                                     | - : 119,000[M] |
| Canciones                                                                    | - Вихід: 2005 - Лейбл: Sony Music - Формати: CD                                    | – | –  | –  | –  | – |                                                                             |                |
| Quién Dijo Ayer                                                              | - Вихід: 21 серпня 2007 - Лейбл: Sony Music - Формати: CD                          | 1 | 1  | 59 | 2  | 1 | - AMPROFON: Платиновий - CAPIF: 2× Платиновий - RIAA: 2× Платиновий (Latin) |                |
| Simplemente Lo Mejor                                                         | - Вихід: грудня 2, 2008 - Лейбл: Warner Latina - Формати: CD, цифрове завантаження | – | 7  | –  | 33 | 7 | - AMPROFON: Золотий - CAPIF: Платиновий                                     |                |
| Trópico[D]                                                                   | - Вихід: 13 червня 2009 - Лейбл: Warner Latina - Формати: CD, цифрове завантаження | – | 23 | –  | –  | – |                                                                             |                |
| Lo Esencial De Ricardo Arjona                                                | - Вихід: 2010 - Лейбл: Warner Latina - Формати: CD, цифрове завантаження           | – | 46 | –  | –  | – |                                                                             |                |
| Canciones de Amor                                                            | - Вихід: 23 січня 2012 - Лейбл: Sony Music - Формати: цифрове завантаження         | – | –  | –  | 16 | 5 |                                                                             |                |
| Sólo Para Mujeres                                                            | - Вихід: 22 січня 2013 - Лейбл: Sony Music - Формати: CD, цифрове завантаження     | – | –  | –  | 6  | 3 |                                                                             |                |
| "–" означає релізи, які не виходили в цій країні, або не потрапили до чарту. |                                                                                    |   |    |    |    |   |                                                                             |                |

### Концертні альбоми
| Vivo                                                                         | - Вихід: 5 жовтня 1999 - Лейбл: Sony Music - Формати: CD                 | 20 | 6 | 3 | - CAPIF: Платиновий (Latin) - RIAA: 2× Платиновий (Latin) | - : 326,000[I] |
| Metamorfosis: En Vivo                                                        | - Вихід: 15 жовтня 2013 - Лейбл: Warner Music Latina - Формати: CD & DVD | -  | 3 | 1 |                                                           |                |
| "–" означає релізи, які не виходили в цій країні, або не потрапили до чарту. |                                                                          |    |   |   |                                                           |                |

## Сингли
| "Por Qué Es Tan Cruel El Amor"[E]                                            | 1989 | 2  | 1  | 39 | Jesús, Verbo No Sustantivo |
| "La Mujer Que No Soñé"                                                       | 1991 | 46 | 28 | –  | Del Otro Lado del Sol      |
| "Mujeres"                                                                    | 1993 | 6  | –  | –  | Animal Nocturno            |
| "Primera Vez"                                                                | 1993 | 6  | –  | –  | Animal Nocturno            |
| "Te Conozco"                                                                 | 1994 | 3  | –  | –  | Historias                  |
| "Señora de Las Cuatro Decadas"                                               | 1994 | 7  | 6  | –  | Historias                  |
| "Realmente No Estoy Tan Solo"                                                | 1995 | 11 | 3  | 10 | Historias                  |
| "Libre"                                                                      | 1995 | 29 | 6  | –  | Historias                  |
| "Si El Norte Fuera El Sur"                                                   | 1996 | –  | 9  | 17 | Si El Norte Fuera El Sur   |
| "Tu Reputación"                                                              | 1997 | 18 | 2  | –  | Si El Norte Fuera El Sur   |
| "Me Enseñaste"                                                               | 1997 | –  | 18 | –  | Si El Norte Fuera El Sur   |
| "Ella Y El"                                                                  | 1997 | 24 | 8  | –  | Si El Norte Fuera El Sur   |
| "Dime Que No"                                                                | 1998 | 6  | 3  | 6  | Sin Daños a Terceros       |
| "Mentiroso"                                                                  | 1998 | 22 | 5  | 17 | Sin Daños a Terceros       |
| "Ella Y El / Historia de Taxi"                                               | 1999 | –  | 20 | 19 | Vivo                       |
| "Desnuda"                                                                    | 2000 | 1  | 1  | 5  | Vivo                       |
| "Cuando"                                                                     | 2000 | 1  | 1  | 2  | Galería Caribe             |
| "Te Enamoraste de Ti"                                                        | 2000 | –  | 31 | 34 | Galería Caribe             |
| "A Cara O Cruz"                                                              | 2001 | –  | 28 | 23 | Galería Caribe             |
| "Mesías"                                                                     | 2001 | 19 | 11 | 12 | Galería Caribe             |
| "Porque Hablamos" (featuring Ednita Nazario)                                 | 2002 | –  | 28 | 24 | Galería Caribe             |
| "El Problema"                                                                | 2002 | 1  | 1  | 5  | Santo Pecado               |
| "Dame"                                                                       | 2003 | 8  | 4  | 25 | Santo Pecado               |
| "Minutos"                                                                    | 2003 | 5  | 3  | 39 | Santo Pecado               |
| "Duele Verte"                                                                | 2003 | 21 | 14 | –  | Santo Pecado               |
| "Acompañame A Estar Solo"                                                    | 2005 | 7  | 1  | –  | Adentro                    |
| "Pingüinos En La Cama" (featuring Chenoa)                                    | 2006 | 44 | 19 | –  | Adentro                    |
| "Mojado" (featuring Intocable)                                               | 2006 | 34 | 30 | –  | Adentro                    |
| "A Ti"                                                                       | 2006 | 14 | 3  | –  | Adentro                    |
| "De Vez En Mes"                                                              | 2007 | 49 | 16 | –  | Adentro                    |
| "Quién"                                                                      | 2007 | 21 | 4  | –  | Quién Dijo Ayer            |
| "Quiero"                                                                     | 2007 | 12 | 8  | 11 | Quién Dijo Ayer            |
| "Como Duele"                                                                 | 2008 | 2  | 1  | 3  | 5to Piso                   |
| "Sin Ti... Sin Mi"                                                           | 2008 | 4  | 4  | 13 | 5to Piso                   |
| "Tocando Fondo"                                                              | 2009 | 20 | 6  | –  | 5to Piso                   |
| "Puente (Caribe)"                                                            | 2010 | –  | 36 | –  | Poquita Ropa               |
| "Vida"                                                                       | 2010 | –  | –  | –  | Poquita Ropa               |
| "Marta"                                                                      | 2011 | –  | –  | –  | Poquita Ropa               |
| "El Amor"                                                                    | 2011 | 1  | 1  | 1  | Independiente              |
| "Fuiste Tú" (featuring Gaby Moreno)                                          | 2012 | 2  | 1  | 1  | Independiente              |
| "Mi Novia Se Me Está Poniendo Vieja"                                         | 2012 | 44 | 40 | –  | Independiente              |
| "Te Quiero"                                                                  | 2012 | 1  | 1  | 1  | Independiente              |
| "Si Tu No Existieras"                                                        | 2012 | –  | –  | –  | Independiente              |
| "Apnea"                                                                      | 2014 | 10 | 2  | –  | Viaje                      |
| "Lo Poco Que Tengo"                                                          | 2014 | 29 | 15 | –  | Viaje                      |
| "Cavernícolas"                                                               | 2015 | –  | –  | –  | Viaje                      |
| "Nada Es Como Tú"                                                            | 2016 | –  | –  | –  | Apague La Luz y Escuche    |
| "Ella"                                                                       | 2017 | –  | –  | –  | Circo Soledad              |
| "Porque Puedo"                                                               | 2017 | –  | –  | –  | Circo Soledad              |
| "Señorita"                                                                   | 2018 | –  | –  | –  | Circo Soledad              |
| "El Cielo a Mi Favor"                                                        | 2018 | –  | –  | –  | Circo Soledad              |
| "–" означає релізи, які не виходили в цій країні, або не потрапили до чарту. |      |    |    |    |                            |

## Промосингли
| Назва                                           | Рік  | Альбом   |
| ----------------------------------------------- | ---- | -------- |
| "Ni Tu Ni Yo" (featuring Paquita la del Barrio) | 2009 | 5to Piso |
| "Por Si Regresas"                               | 2009 | 5to Piso |

## Нотатки
- A  У Мексиці як вебсайт Hung Medien так і AMPROFON використовують для отримання позицій у чартах.[56]

- B  У Аргентині від 1991 до 1998 року показані позиції в чартах публікувались секції "Hits of the World" Billboard'. Від 2000 року показана інформація для чартів забезпечується CAPIF.[57]
- C  Інформація про чилійський чарт була опублікована в секції Billboard "Hits of the World", яку люб'язно надала Asociacion Fonográfica de Chile (IFPI Chile).[58]
- D  Trópico посів 9-те місце в US Tropical Albums.[59]
- E  Пісня «Por Qué Es Tan Cruel El Amor» спочатку вийшла 1989 року. Але позиції в чарті стосуються версії, включеної в альбом Solo (2004), і випущеної як сингл 2005 року для його просування.[49][50]
- F  Обсяги продажів Animal Nocturno та Historias у США станом на листопад 1994 року.[60]
- G  Обсяги продажів Historias у США станом на січень 2011 року.[61]
- H  Обсяги продажів Sin Daños a Terceros станом на серпень 1998 року.[62]
- I  Обсяги продажів Vivo станом на липень 2011 року.[63][64]
- J  Обсяги продажів Adentro станом на лютий 2006 року.[65]
- K  Обсяги міжнародних продажів 5to Piso станом на липень 2010 року[66] та дані про продажі у США за станом на липень 2011 року.[63]
- L  Solo charted at No.4 on the US Top Heatseekers.[16]
- M  Обсяги продажів Santo Pecado, Solo та Adentro станом на вересень 2006 року.[67]
- N  Обсяги продажів Galeria Caribe станом на травень 2002 року.[68]
- O  Чилійські обсяги продажів Animal Nocturno та Historias станом на вересень 1995 року.[69]
- P  Аргентинські обсяги продажів Historias станом на листопад 1995 року.[70]
- Q  Світові обсяги продажів Galería Caribe станом на травень 2002 року.[71]

- R  Обсяги продажів Independiente США  станом на листопад 2012 року[72] і світові показники продажів станом на жовтень 2012 року.[73]
- S  Обсяги продажів Viaje у США станом на січень 2015 року.[74]